# Ben (Album)
Ben ist das zweite Soloalbum des damals 13-jährigen US-amerikanischen Sängers Michael Jackson und wurde im August 1972, sieben Monate nach seinem Debütalbum Got to Be There, veröffentlicht. Allein in den USA wurden über 350.000 Alben verkauft.

## Titelliste
| Nummer | Titel                          | Komponist/en                           | Länge |
| ------ | ------------------------------ | -------------------------------------- | ----- |
| 1.     | Ben                            | Don Black, Walter Scharf               | 2:44  |
| 2.     | The Greatest Show on Earth     | Mel Larson, Jerry Marcellino           | 2:48  |
| 3.     | People Make the World Go Round | Thom Bell, Linda Creed                 | 3:15  |
| 4.     | We’ve Got a Good Thing Going   | The Corporation                        | 2:59  |
| 5.     | Everybody’s Somebody’s Fool    | Ace Adams, Lionel Hampton              | 2:59  |
| 6.     | My Girl                        | Smokey Robinson, Ronald White          | 3:08  |
| 7.     | What Goes Around Comes Around  | Levinsky, Stokes, Meyers, Weatherspoon | 3:33  |
| 8.     | In Our Small Way               | Beatrice Verdi, Christine Yarian       | 3:39  |
| 9.     | Shoo-Be-Doo-Be-Doo-Da-Day      | Henry Cosby, Sylvia Moy, Stevie Wonder | 3:21  |
| 10.    | You Can Cry on My Shoulder     | Berry Gordy                            | 2:39  |

## Kritiken
Das Album erhielt generell gute bis mittelprächtige Bewertungen durch die zeitgenössischen Musikkritiker. Vince Aletti vom Rolling Stone gab dem Album 1972 zwei von fünf Sternen als Bewertung. Für Aletti, der das Album mit den Produktionen der Jackson Five vergleicht, besitzt das Album „viel mehr Originalität“, es habe jedoch „nichts vom fantastischen von 'Got to Be There' oder 'I Wanna Be Where You Are'“, obgleich es „ein weitaus stärkeres Album als das erste [von Michael Jackson] ist.“ Nach ihm legte Jackson im Titellied des Albums "überraschend viel Gefühl" in seine Stimme.
Lindsay Planer von Allmusic gab Ben vier von fünf möglichen Sternen als Bewertung. Planer sieht What Goes Around Comes Around als „einen von Bens besseren tiefschürfenden Titeln“ und Shoo Be Doo Be Doo Da Day als einen „Gewinner“, während sie In Our Small Way als einen „schwächeren Beitrag“ auf dem Album betrachtet, weil das Lied eine „hoffnungslos altmodische 'Botschaft'“ transportiere. Planer merkt an, dass das Album eine „interessante Wende darstellt, weil die Motown-Hitmaschine The Corporation nicht daran beteiligt ist“.
Leah Greenblatt von Entertainment Weekly gab dem Album die Note „B“. Greenblatt merkte an, dass Bens Titellied ein „Vermächtnis seines Talentes“ ist und fügte hinzu, dass das Album von diesem Lied „immer bestimmt werden wird“.

## Kommerzieller Erfolg

### Chartplatzierungen
Das Album erreichte in den Pop-Charts Platz fünf und in den amerikanischen Black Charts Platz vier. In Großbritannien belegte es Platz 17 und wurde mit einer Silbernen Schallplatte ausgezeichnet.

### Auszeichnungen für Musikverkäufe
| Land/Region                  | Auszeichnungen für Musikverkäufe (Land/Region, Auszeichnung, Verkäufe) | Verkäufe |
| ---------------------------- | ---------------------------------------------------------------------- | -------- |
| Vereinigtes Königreich (BPI) | Silber                                                                 | 60.000   |
| Insgesamt                    | 1× Silber ·                                                            | 60.000   |

Hauptartikel: Michael Jackson/Auszeichnungen für Musikverkäufe